# Sasaki Hideyoshi
Sasaki Hideyoshi est un nom japonais traditionnel ; le nom de famille (ou le nom d'école), Sasaki, précède donc le prénom (ou le nom d'artiste).
Sasaki Hideyoshi (佐々木 秀義, 1112-1184) est un samouraï membre du clan Minamoto, qui combat les rébellions de Hōgen et Heiji et prend part à la guerre de Genpei.

## Biographie
Il est le fils adopté de Minamoto no Tameyoshi depuis l'âge de treize ans. Sasaki combat sous le commandement de Minamoto no Yoshitomo lors de la rébellion de Hōgen (1156) et participe au siège du palais Shirakawa. Trois ans plus tard, il se bat de nouveau pour les Minamoto dans la rébellion de Heiji, encourant la colère du clan Taira rival.
Au moment de la guerre de Genpei, la guerre civile totale entre les Minamoto et les Taira, Hideyoshi perd sa propriété héréditaire dans la province d'Ōmi à la suite de la disgrâce des Taira. Il fait appel à son oncle Fujiwara no Hidehira pour recevoir de l'aide, mais il s'arrête dans la province de Sagami le long de son chemin. Là, il attire l'attention d'un daimyo nommé Shibuya Shigekuni. Hideyoshi épouse la fille de Shibuya et devient héritier de cette terre. Ses fils servent Minamoto no Yoritomo, le premier shogun de Kamakura.

## Famille
- Grand-père : Sasaki Tsunekata
  - Père : Sasaki Tametoshi
    - Lui-même : Sasaki Hideyoshi
      - Fils ainé : Sasaki Sadatsuna
      - Deuxième fils : Sasaki Tsunetaka
      - Troisième fils : Sasaki Moritsuna
      - Quatrième fils : Sasaki Takatsuna
      - Cinquième fils : Sasaki Yoshikiyo
      - Sixième fils : Yoshida Gonsyu
      - Septième fils : Nōkei

## Source de la traduction
- (en) Cet article est partiellement ou en totalité issu de l’article de Wikipédia en anglais intitulé « Sasaki Hideyoshi » (voir la liste des auteurs).